# Rafute
Le rafute (ラフテー) est un plat okinawaïen à base de poitrine de porc, où la viande est cuite à l'étouffée avec de l'awamori, de la sauce soja et du sucre roux. Il s'agissait à l'origine d'un plat servi à la cour du royaume de Ryūkyū. Ce plat fut introduit à Hawaï au début du XXe siècle par les immigrants okinawaïens, où il est appelé « porc shōyu » (shōyu désignant la sauce soja en japonais).